# Battaglia di Brody-Dubno
La battaglia di Brody-Dubno (conosciuta nella storiografia anche come battaglia di Brody, battaglia di Dubno o battaglia di Luck-Dubno) fu un grande scontro di carri armati tra le forze corazzate tedesche e sovietiche durante i primi giorni dell'operazione Barbarossa, nella seconda guerra mondiale.
Si trattò della battaglia più dura e combattuta nelle prime settimane dell'invasione tedesca e di una delle più grandi e violente battaglie tra mezzi corazzati della guerra sul fronte orientale, in termini di forze impiegate e di perdite paragonabile alla stessa battaglia di Kursk del 1943. La battaglia, aspra e molto violenta, si combatté nelle regioni occidentali dell'Ucraina (aree di Brody, Dubno, Rovno e Luck) tra le esperte e efficienti Panzer-Division del Gruppo d'armate Sud (quattro divisioni corazzate), supportate da un potente appoggio della Luftwaffe, e i numerosi corpi meccanizzati sovietici (sette corpi meccanizzati, di cui almeno cinque parteciparono alla battaglia), dotati di grandi quantità di carri armati leggeri e medi, ma scarsamente organizzati e inesperti.
Nonostante il notevole valore dimostrato e la determinazione dei carristi sovietici, che mise in serie difficoltà le Panzertruppen veterane della Wehrmacht, i confusi e disordinati contrattacchi delle forze corazzate dell'Armata Rossa fallirono dopo quattro giorni di drammatici scontri tra carri, e riuscirono solo a rallentare l'avanzata tedesca senza poter bloccare la marcia su Žitomir e Kiev. Dopo aver subito pesanti perdite per l'azione nemica ma anche per avarie e carenze logistiche, i corpi meccanizzati sovietici, ormai decimati, dovettero abbandonare i contrattacchi e ripiegare verso est, mentre le Panzer-Division, pur indebolite, proseguirono in avanti, anche se dovettero riconoscere la pericolosità dell'avversario e il carattere profondamente diverso della lotta all'est, molto più difficile e costosa per la Wehrmacht, contro un nemico coraggioso, dotato di molti mezzi meccanici e deciso a combattere.

## Operazione Barbarossa
Durante la lunga e piuttosto confusa fase di elaborazione teorica della strategia complessiva tedesca per l'invasione dell'Unione Sovietica (operazione Barbarossa) si erano confrontate pianificazioni frutto degli studi sia dell'OKH che dell'OKW (principalmente con gli apporti dei generali Marcks, von Lossberg e Paulus). Mentre alcuni studi ipotizzavano una spinta offensiva principale nel settore settentrionale, per isolare e conquistare completamente l'area baltica e la regione di Leningrado in collegamento con i finlandesi, prima di una marcia su Mosca da nord, altri progetti prevedevano una classica avanzata diretta su Mosca lungo la strada maestra Minsk-Smolensk-Mosca.
La pianificazione adottata, frutto anche delle interferenze del Führer e dei suoi dubbi sull'opportunità di una marcia diretta su Mosca, non definiva nel dettaglio tutta l'operazione, ma si limitava a progettare un'avanzata principale al centro (con l'impiego di due Panzergruppen - Panzergruppe 2 e Panzergruppe 3 con quasi 2000 carri armati in totale) fino a Smolensk, mentre prevedeva importanti concentramenti anche a nord (con l'impiego del Panzergruppe 4 con oltre 600 carri armati) e soprattutto a sud dove Hitler prevedeva di conquistare le ricche regioni cerealicole e gli importanti obiettivi minerari e industriali ucraini.
L'OKH non condivideva completamente questa impostazione ma per il momento si accontentò di organizzare le prime fasi della campagna, evidenziando comunque come la spinta principale dovesse essere esercita nel settore centrale dell'immenso fronte orientale. Compito del potente Gruppo d'armate Sud al comando del prestigioso feldmaresciallo von Rundstedt restava quello di invadere l'Ucraina e di organizzare una grande manovra di accerchiamento puntando direttamente su Kiev per poi discendere lungo il Dniepr e accerchiare tutte le forze nemiche schiacciandole contro la costa del Mar Nero, in collaborazione con un secondo raggruppamento tedesco-rumeno schierato in Romania (Operazione Münich)

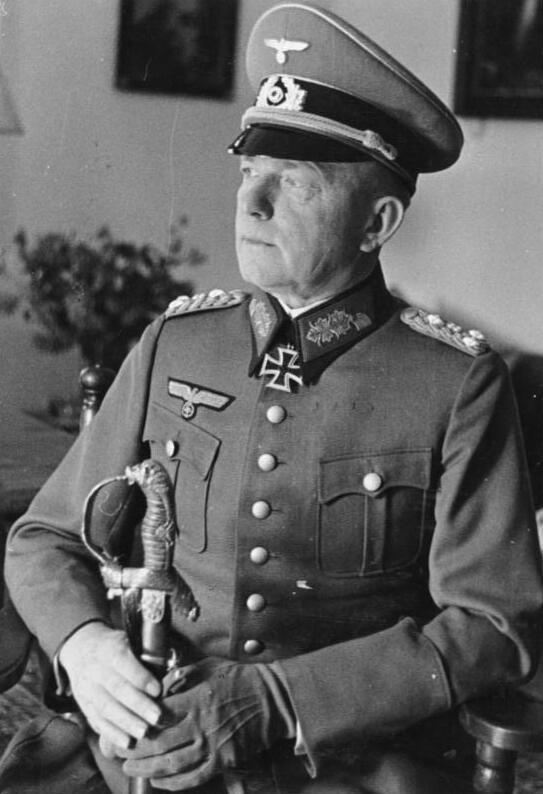
Il generale Ewald von Kleist, l'esperto comandante del Panzergruppe 1 sul fronte ucraino.

Per effettuare una simile complessa manovra il Gruppo d'armate Sud disponeva però di un solo raggruppamento corazzato, il Panzergruppe 1 al comando dell'esperto generale Ewald von Kleist. Il Panzergruppe era peraltro il più potente dei quattro schierati sul fronte orientale insieme a Panzergruppe 2 del generale Heinz Guderian (dipendente dal Gruppo d'armate Centro) ed era costituito da cinque delle migliori e più esperte Panzer-Division, organizzate in tre Panzerkorps (3°, 48° e 14°), equipaggiate con un gran numero di Panzer III e Panzer IV più moderni e rafforzate da tre divisioni motorizzate e dai reparti Waffen-SS "Wiking" e "Leibstandarte Adolf Hitler". Nel complesso il raggruppamento corazzato del generale von Kleist allineava 880 carri armati, tra cui 447 Panzer III (principalmente del modello con cannone anticarro da 5 cm/42, in grado di dominare i carri leggeri sovietici ed efficace anche contro i moderni carri medi T-34) e 168 Panzer IV.
I progetti del comando del Gruppo d'armate Sud e del Panzergruppe 1 prevedevano piuttosto ottimisticamente di poter avanzare rapidamente in profondità con due Panzerkorps (il 3º e il 48º con quattro Panzer-Division) affiancati, puntando direttamente su Luck, Žitomir e quindi Kiev, sbaragliando le difese nemiche e le eventuali riserve presenti sul posto. La presenza di un forte schieramento sovietico venne individuata ma la consistenza delle forze meccanizzate dell'Armata Rossa nel settore venne molto sottovalutata.
Nella realtà Stalin e il comando dell'Armata Rossa stavano costituendo forze imponenti proprio nel settore ucraino nella previsione di un possibile attacco tedesco in questa regione ricca di materie prime e di stabilimenti industriali. Secondo i piani del generale Georgij Žukov del 15 maggio, inoltre, dal settore dell'Ucraina occidentale sarebbero potute partire operazioni offensive preventive con potenti forze meccanizzate per anticipare i piani tedeschi. Nelle ultime settimane erano quindi in movimento numerosi corpi meccanizzati inviati a rafforzare le cospicue forze già presenti. Alla data del 22 giugno quindi il generale Michail Kirponos, comandante del "Distretto militare speciale Sud-Occidentale" (che sarebbe stato trasformato in guerra in "Fronte Sud-Occidentale") disponeva di forze poderose, anche se ancora parzialmente in movimento e non opportunamente schierate ed equipaggiate, numericamente molto superiori a quelle nemiche. In particolare erano presenti nel settore meridionale sette corpi meccanizzati con una disponibilità teorica di oltre 3800 carri armati di vario tipo. 

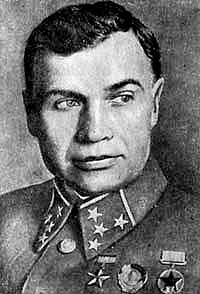
Il generale Kirponos, comandante del Fronte Sud-occidentale sovietico, sarebbe caduto nella sacca di Kiev.

In realtà questi raggruppamenti meccanizzati, costituiti ciascuno da due divisioni corazzate e una divisione meccanizzata con in teoria 1031 carri armati per ogni corpo meccanizzato, erano stati organizzati solo da pochi mesi (a seguito della precipitosa decisione di Stalin e dei suoi generali di ricostituire le forze corazzate autonome dopo le clamorose vittorie tedesche) e presentavano, tranne alcune eccezioni, enormi carenze di equipaggiamento (essendo costituiti in gran maggioranza da carri armati leggeri con solo piccole percentuali dei nuovi mezzi medi e pesanti superiori tecnicamente ai carri tedeschi), erano scarsamente addestrati, con quadri di comando giovani ed inesperti. Inoltre i corpi meccanizzati presentavano gravi carenze logistiche, mancavano di idonee attrezzature di manutenzione e riparazione, la quantità di munizioni anticarro disponibili era insufficiente, e non erano in grado di mettersi rapidamente in movimento dalle loro posizioni di schieramento, in alcuni casi lontani anche molte centinaia di km dalla linea del fronte combattente.
L'attacco del 22 giugno 1941 colse totalmente di sorpresa la dirigenza politica e militare sovietica (sempre convinta di una possibile guerra solo nel 1942); i primi ordini diramati nella mattinata risultarono contraddittorii e poco efficaci e aumentarono ancora la confusione nei comandi subordinati sulla linea del fronte. Solo alle 21:15 il Comando supremo di Mosca diramò il fatale ordine n. 3 che imponeva di contrattaccare in massa impegnando in forze i corpi meccanizzati per schiacciare le punte offensive tedesche e passare immediatamente alla controffensiva in territorio nemico. 

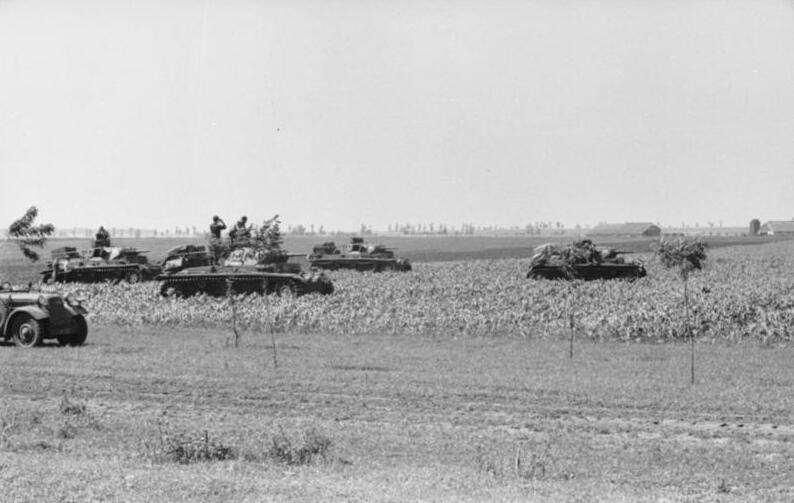
Schieramento di carri Panzer III pronti a passare all'offensiva.

Privi di informazioni precise sulla consistenza e la formidabile potenza delle masse corazzate della Wehrmacht i comandi dell'Armata Rossa (il maresciallo Timošenko, Stalin e il generale Žukov) sperarono di riuscire ad impedire la catastrofe sulle frontiere impegnando in massa i corpi meccanizzati, ancora non concentrati e molto disorganizzati, in una sconsiderata controffensiva generale, secondo le linee guida del piano n. 41 preparato il 15 maggio 1941. I contrattacchi tentati disperatamente nei giorni seguenti dai generali sovietici sul fronte terminarono tutti con rovinose sconfitte e non poterono impedire il disastroso crollo delle linee sovietiche.
Solo nel settore meridionale, particolarmente munito e dotato di riserve molto più potenti, il generale Kirponos, più avveduto e coadiuvato personalmente dal generale Žukov che si era immediatamente recato a Kiev già nella serata del 22 giugno, riuscì in qualche modo a concentrare una parte delle poderose forze meccanizzate a sua disposizione ed a organizzare contrattacchi disordinati e confusi, ma che riuscirono a mettere in difficoltà i panzer e che avrebbero provocato le più grandi battaglie di carri della prima fase della cosiddetta "Grande Guerra Patriottica".

## Battaglia in Ucraina

### Avanzata del Panzergruppe 1
Fin dal 23 giugno le quattro divisioni corazzate tedesche del 3º e del 48º Panzerkorps avevano potuto procedere in avanti spingendosi nei varchi aperti dalle divisioni di fanteria della 6ª Armata; la 44ª e la 298ª divisione fanteria aprirono il passo al 3º Panzerkorps del generale von Mackensen che diresse subito lungo l'asse di sfondamento Luck-Rovno, mentre la 57ª e la 75ª divisione fanteria permisero al 48º Panzerkorps del generale Kempff di progredire lungo la strada Dubno-Ostrog. In questo modo le forze corazzate del Panzergruppe 1 minacciavano i collegamenti tra la 5ª e la 6ª Armata sovietiche e mettevano in pericolo la coesione dell'intero schieramento del Fronte Sud-Occidentale del generale Kirponos.
Ulteriori attacchi tedeschi vennero sferrati dalla 101ª Divisione leggera a Przemyśl sul fiume San e dalla 1ª Divisione da montagna direttamente contro l'importante piazzaforte di Leopoli. La progressione dei panzer allarmò subito il generale Kirponos che, sollecitato anche dal generale Žukov (presente sul posto) a concentrare i suoi potenti mezzi corazzati e a contrattaccare secondo gli ordini provenienti da Mosca, per guadagnare tempo decise in primo luogo di far intervenire i due corpi schierati più vicini alle frontiere. Il 4º Corpo meccanizzato del generale Vlasov (il più potente e moderno dell'Armata Rossa con la 8ª e la 32ª divisioni corazzate equipaggiate con 979 carri armati, tra cui 327 T-34 e 101 KV) avrebbe contrattaccato per proteggere Leopoli, mentre il 22º Corpo corazzato del generale Kondrusev (con 707 mezzi corazzati, tra cui 31 KV schierati nella 41ª divisione corazzata) avrebbe marciato su Vladimir-Volynskij dove era già schierata la 1ª brigata anticarro alle prese con la 14. Panzer-Division del 3º Panzerkorps tedesco. 

Carta con le prime fasi della battaglia di Dubno e l'avanzata della 11. Panzer-Division fino al 25 giugno 1941.

Nel frattempo il generale Kirponos cercò di concentrare al massimo le sue riserve mobili per sferrare una controffensiva generale e schiacciare i corpi corazzati tedeschi in rapida avanzata verso Luck, Brody e Žitomir; il 15º e l'8º Corpo meccanizzato vennero fatti avanzare per attaccare da sud, mentre più a nord vennero richiamati il 9º, il 19º e il 24º Corpo meccanizzato. L'avanzata più profonda e pericolosa venne effettuata il 23 e il 24 giugno dalla 11. Panzer-Division del generale Ludwig Crüwell, elemento di punta del 48º Panzerkorps e formazione già famosa per lo slancio aggressivo dei suoi uomini (soprannominata "divisione fantasma" dopo le sue vittorie nei Balcani). 

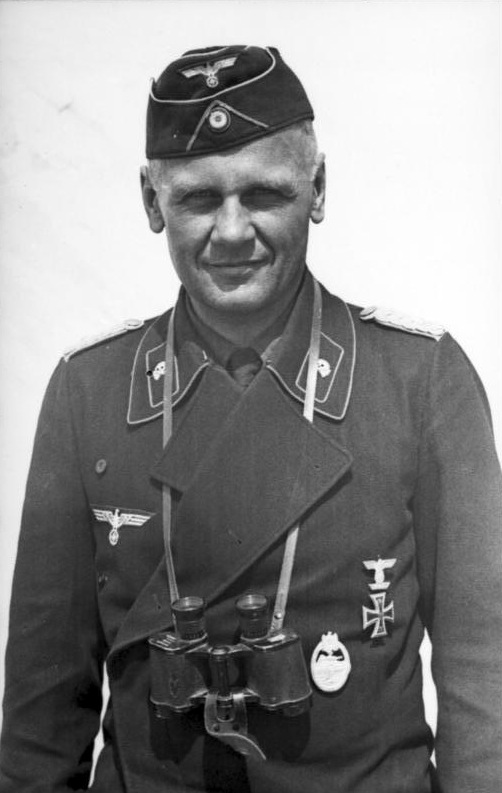
Il colonnello Gustav-Adolf Riebel, l'esperto e capace comandante del reggimento corazzato della 11. Panzer-Division.

Il 23 giugno la 11. Panzer-Division respinse un primo attacco della 10ª Divisione corazzata sovietica appartenente al 15º Corpo corazzato del generale Karpezo; a Radechov i panzer, guidati da capaci ufficiali come il colonnello Gustav-Adolf Riebel ed il tenente colonnello Theodor von Schimmelmann, respinsero gli attacchi e inflissero pesanti perdite ai carri leggeri nemici, mentre altri reparti della 32ª divisione corazzata (appartenente al 4º Corpo del generale Vlasov) tentarono ugualmente senza successo di intralciare l'avanzata dei mezzi corazzati tedeschi. L'impiego frammentario nei primi giorni dell'Operazione Barbarossa dei corpi meccanizzati sovietici, formazioni spesso distanti molte decine di kilometri dalle prime linee e afflitte da gravi carenze logistiche accentuate dalle difficili caratteristiche del terreno, paludoso e intersecato da numerosi corsi d'acqua, favorì le Panzer-Division tedesche che poterono affrontare in successione i vari contrattacchi e respingerli grazie alla loro maggior abilità ed esperienza di manovra con mezzi corazzati, sfruttando abilmente i mezzi di comunicazione radio e il superiore addestramento nel tiro controcarro.
Anche a nord le due divisioni corazzate del 3º Panzerkorps (13. e 14. Panzer-Division) affrontarono con successo il 24 giugno gli attacchi del 22º Corpo meccanizzato che subì pesanti perdite anche contro le difese anticarro delle divisioni di fanteria tedesche e venne decimato; lo stesso generale Kondrusev, comandante del corpo, rimase gravemente ferito negli scontri. La Luftwaffe (in particolare il V Fliegerkorps del generale von Greim), in possesso del completo controllo dei cieli, intervenne con efficacia e contribuì potentemente a sbaragliare i tentativi controffensivi sovietici infliggendo ulteriori gravi perdite alle pesanti e disordinate formazioni nemiche.
Dopo aver respinto questi primi contrattacchi i panzer tedeschi proseguirono in avanti; il 3º Panzerkorps, dopo aver superato Vladimir-Volynskij marciò su Luck (dove affrontò ancora la tenace resistenza della 1ª brigata anticarro sovietica), mentre la 11. Panzer-Division, sempre in testa al 48º Panzerkorps, raggiunse Berestecko e conquistò un'importante testa di ponte sul fiume Styr.

### Tentativi di contrattacco sovietici

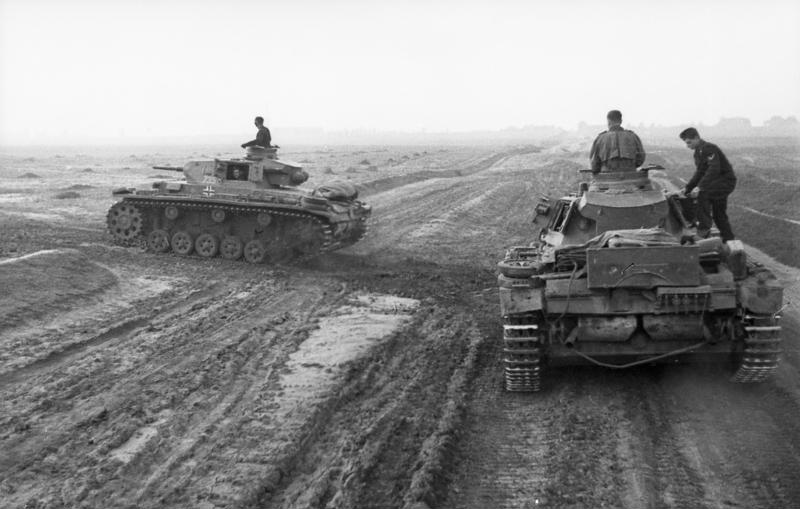
Carri armati Panzer III in difficile avanzata nella steppa ucraina.

Durante il 24 giugno il generale Kirponos, secondo le direttive del generale Žukov che, dopo essersi trattenuto sul campo per alcuni giorni, sarebbe ripartito per Mosca il 25 giugno, cercò di riorganizzare il suo schieramento per sferrare finalmente un contrattacco coordinato sui due fianchi del sempre più pericoloso e profondo cuneo corazzato tedesco. Nel frattempo una parte del 4º Corpo meccanizzato sferrò un nuovo attacco a ovest di Leopoli in direzione di Nemirov, ma incappò in un potente schieramento anticarro tedesco della 71ª Divisione fanteria, subì dure perdite e fallì completamente i suoi obiettivi.
Anche il 22º Corpo meccanizzato, duramente respinto dalla 13. Panzer-Division, era in grave difficoltà, e il generale Rokossovskij al comando del 9º Corpo meccanizzato posizionato molto più a est, nell'area di Sepetivka, che stava tentando di eseguire i suoi ordini di avanzata su Rovno e Luck, incappò nei resti in disfacimento della 19ª Divisione corazzata del corpo meccanizzato del generale Kondrusev comprendendo per la prima volta la tragicità della situazione sovietica. Equipaggiato solo con 300 carri armati leggeri, il corpo di Rokossovskij, secondo gli ordini del generale Kirponos avrebbe dovuto coordinare i suoi attacchi su Klevan e Luck con il 19º Corpo meccanizzato del generale Feklenko, ugualmente equipaggiato solo con 450 carri armati leggeri e appena 7 carri medi o pesanti e posizionato ancor più a est nella regione di Žitomir. Il 24 e il 25 giugno l'avanguardia di Rokossovskij (la 20ª Divisione corazzata al comando del colonnello Michail Katukov, futuro famoso comandante di unità corazzate fino a Berlino) avrebbe subito una dura lezione contro i panzer del 3º Panzerkorps, perdendo tutti i suoi carri leggeri.
Nel frattempo a sud continuava l'estenuante e confusa marcia del potente 8º Corpo meccanizzato del generale Rjabyšev che, dotato di 932 carri armati tra cui 167 T-34 e KV, era partito fin dal 22 giugno dalla sua area di Drogobych; intralciato da ordini contraddittori e da enormi carenze logistiche e organizzative solo il 25 giugno arrivò in modo frammentario nell'area di Kremenec per sferrare il contrattacco. Gli ottimistici ordini finali del generale Kirponos vennero diramati ai reparti subordinati la notte del 24 giugno; essi prevedevano in teoria un potente doppio attacco a partire dalle ore 09.00 del 26 giugno organizzato, a nord del cuneo corazzato del Panzergruppe 1, dal 9º e dal 19º Corpo meccanizzato sovietico che, raggruppati sotto il comando superiore del generale Potapov (comandante della 5ª Armata), avrebbero attaccato dai boschi a nord di Rovno in direzione rispettivamente di Klevan (9º Corpo) e di Dubno (19º Corpo).
Contemporaneamente, a sud sarebbe stato costituito un "Gruppo mobile del Fronte Sud-Occidentale" al comando del generale Morgunov (responsabile di tutte le unità meccanizzate del Fronte) con l'8º Corpo meccanizzato che, al termine della sua sfibrante marcia di avvicinamento, avrebbe attaccato verso Dubno, e con il 15º Corpo meccanizzato del generale Karpezo in direzione di Brody. Il 15º Corpo meccanizzato, in teoria molto ben equipaggiato con 749 carri armati tra cui 136 carri T-34 e KV, aveva già subito dure perdite contro la 11. Panzer-Division nei giorni precedenti; ora, rafforzato con la 8ª Divisione corazzata sottratta al 4º Corpo meccanizzato, doveva avanzare in un terreno particolarmente difficile e paludoso cercando di coordinarsi con il corpo meccanizzato del generale Rjabyšev. Nella realtà i corpi meccanizzati sovietici, male organizzati, con gravi carenze di equipaggiamento, di sostegno logistico e di comando e controllo, bersagliati dall'aria continuamente dagli attacchi della Luftwaffe, sarebbero entrati in combattimento in modo disordinato e frammentario disperdendo la loro potenza d'urto. L'8º Corpo meccanizzato, punta di diamante della prevista controffensiva, il 26 giugno aveva pronti solo 150 carri armati della 34ª Divisione corazzata e appena 60 della 12ª Divisione corazzata; mentre il generale Karpezo, dopo aver attraversato durante la marcia di avvicinamento cinque corsi d'acqua, poté impegnare una sola divisione corazzata.
Mentre i sovietici tentavano faticosamente di organizzare un contrattacco coordinato sui fianchi del cuneo tedesco, i due Panzerkorps del Panzergruppe 1 del generale von Kleist avevano ulteriormente progredito in avanti; il 3º Panzerkorps del generale von Mackensen, dopo aver conquistato Luck e aver disperso il 22º Corpo meccanizzato (lo stesso generale Kondrusev rimase ucciso e venne sostituito dal generale Tamruchij) raggiunse a sua volta e superò il fiume Styr avanzando verso Rovno, mentre la 11. Panzer-Division del 48º Panzerkorps del generale Kempff entrò a Dubno e avanzò ancora audacemente e quasi isolata verso Ostrog, più avanti della 16. Panzer-Division e della 75ª Divisione fanteria che seguivano dietro.

### Battaglie di carri a Brody, Luck e Dubno

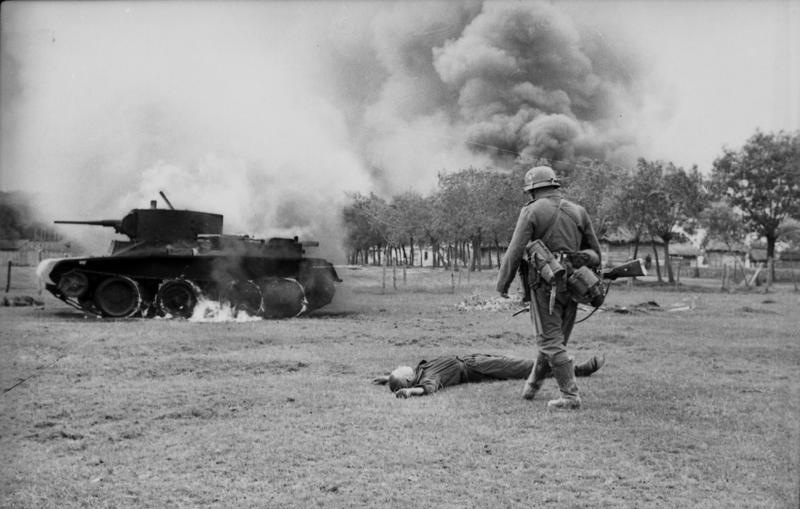
Truppe tedesche ispezionano il campo di battaglia; in secondo piano un carro leggero sovietico BT-7 in fiamme.

Dal 26 giugno 1941 i corpi corazzati sovietici, faticosamente concentrati sui due lati del cuneo di sfondamento tedesco sferrarono finalmente la loro controffensiva dando inizio a quattro giorni di furiose battaglie di carri tra le più combattute e costose per le due parti della guerra sul fronte orientale; i reparti corazzati sovietici si impegnarono coraggiosamente e misero in difficoltà le Panzertruppen tedesche, molto più esperte e abili, che rimasero sorprese dalle capacità offensive del nemico. Lo stesso generale Halder sottolineò la durezza degli scontri e le elevate e inattese perdite subite dando un giudizio lusinghiero delle capacità di comando del nemico.
In realtà nel campo sovietico regnava la massima confusione, tra ordini contraddittorii, mancanza di collegamenti, assenza di protezione aerea, conflitti di competenze e grande inesperienza; e le battaglie sarebbero infine terminate con il fallimento dell'irrealistico piano dei comandi dell'Armata Rossa. Il primo giorno di scontri sia il 15º Corpo meccanizzato del generale Karpezo sia soprattutto l'8º Corpo del generale Rjabyšev si spinsero in avanti sul fianco destro del 48º Panzerkorps; l'8º Corpo guadagnò terreno e riprese il villaggio di Les'nev, ma durante i primi combattimenti con i panzer subì dure perdite di fronte alle abili manovre combinate dei mezzi corazzati tedeschi.
Nella notte del 26 giugno il generale Rjabyšev ricevette inizialmente ordine dal generale Kirponos (preoccupato anche per la situazione a Leopoli) di ripiegare verso est, ma più tardi l'arrivo del commissario politico del Fronte, generale Vašugin, al posto di comando dell'8º Corpo meccanizzato impose una nuova variazione dei piani: ora il corpo meccanizzato avrebbe dovuto raggrupparsi e puntare direttamente su Dubno per tagliare fuori, in collegamento con il 19º Corpo meccanizzato, le forze tedesche giù arrivate a Ostrog. Nel frattempo era completamente fallito l'attacco del 15º Corpo meccanizzato da Brody verso Berestecko: duramente bombardato dalla Luftwaffe, il corpo si disgregò, il generale Karpezo venne ferito e sostituito dal colonnello Ermolov, mentre la 8ª Divisione corazzata rimase bloccata a Kamenka-Bugskaja senza poter intervenire in aiuto. 

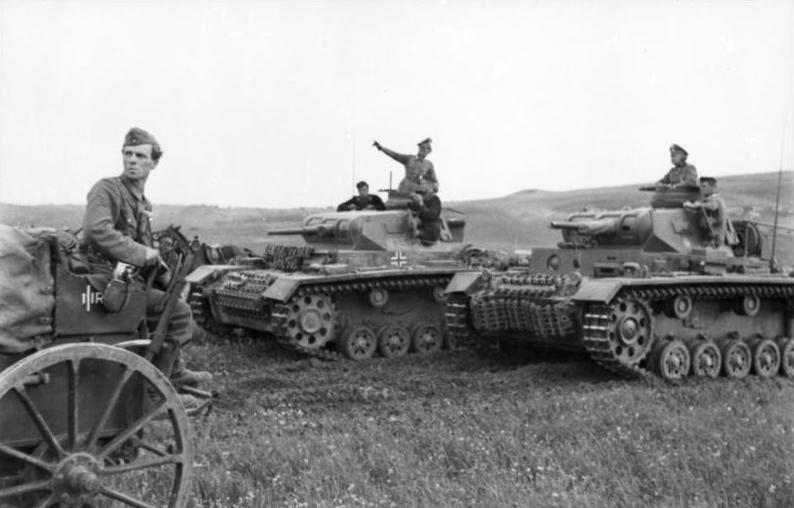
Carri armati tedeschi della 13. Panzer-Division durante l'avanzata in Ucraina.

La situazione stava precipitando per i sovietici anche nella regione di Leopoli, dove l'altra divisione del 4º Corpo meccanizzato (la 32ª Divisione) si ritirò a sua volta verso Ternopol', mentre l'intervento della 9. Panzer-Division (appartenente al 14º Panzerkorps) permise ai tedeschi di avanzare rapidamente verso l'importante città ucraina già preda di una sollevazione di elementi nazionalistici anti-sovietici. Leopoli sarebbe caduta la notte del 29-30 giugno dopo la ritirata delle residue forze del generale Vlasov e, dopo caotici scontri, violenze ed esecuzioni da parte di entrambe le parti, di prigionieri politici e minoranze etniche.
Nel frattempo anche a nord i combattimenti il 26 giugno si conclusero con il fallimento degli attacchi sovietici: la 13. Panzer-Division respinse con facilità nella regione di Klevan i carri leggeri del 9º Corpo meccanizzato, e il generale Rokossovskij decise di rinunciare a impossibili avanzate e di adottare tattiche più prudenti di difesa mobile che permisero ai carri sovietici di ottenere qualche successo locale nei giorni seguenti, ma non impedirono l'ulteriore avanzata dei panzer tedeschi del 3º Panzerkorps oltre Rovno. Più a est era iniziato anche l'attacco del 19º Corpo meccanizzato del generale Feklenko sul fianco sinistro della punta avanzata della 11. Panzer-Division, contemporaneamente minacciata anche sul fianco destro dagli attacchi dell'8º Corpo meccanizzato. La 11. Panzer-Division, molto esperta e combattiva, assunse quindi, senza ripiegare, una cosiddetta posizione a riccio ("Igel", nella terminologia dell'esercito tedesco) mantenendo le sue posizioni esposte, difendendosi in tutte le direzioni e respingendo gli attacchi dei carri leggeri del 19º Corpo meccanizzato. 

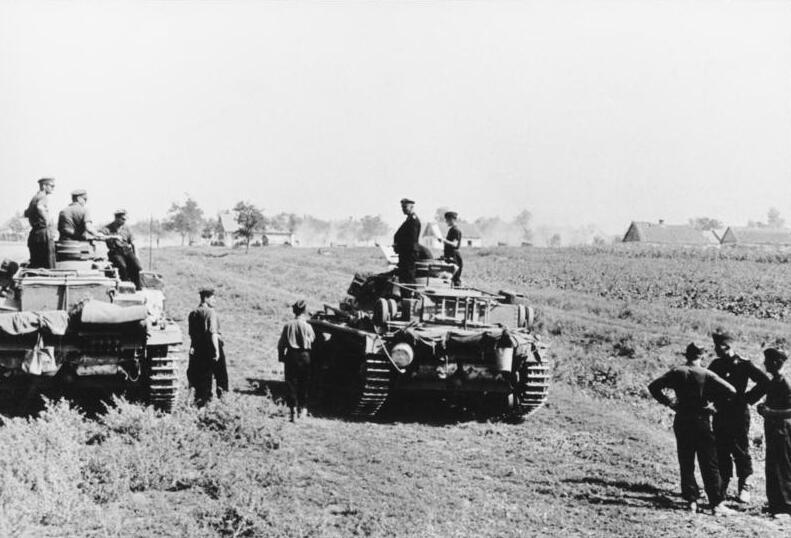
Ufficiali delle Panzertruppen a colloquio durante una pausa dell'avanzata delle divisioni corazzate.

La situazione più critica per i tedeschi si verificò il 27 giugno a sud, dove il generale Rjabyšev, dopo le energiche sollecitazioni del commissario Vašugin, organizzò un raggruppamento tattico della 34ª Divisione corazzata, affidato all'abile generale Nikolaj Popel, per marciare direttamente verso Dubno e tagliare le comunicazioni della 11. Panzer-Division. L'attacco ebbe inizialmente successo; i carri del generale Popel avanzarono coraggiosamente in profondità nelle retrovie del 48º Panzerkorps tedesco, senza preoccuparsi dei collegamenti, raggiunsero Dubno e si spinsero pericolosamente fino a sei kilometri dalle unità di avanguardia del 19º Corpo meccanizzato, ripartito all'attacco da nord-ovest. La manovra sovietica sembrò avere successo e mise in difficoltà i tedeschi, ma in realtà il gruppo mobile del generale Popel era praticamente isolato dal resto dell'8º Corpo meccanizzato e a rischio di distruzione, mentre il 9º Corpo meccanizzato era stato costretto alla difensiva e lo stesso 19º Corpo meccanizzato finì per essere respinto indietro dai panzer della 11. e della 13. Panzer-Division. Il generale Potapov, responsabile delle forze corazzate sovietiche a nord, inoltre non riuscì, per inesperienza e mancanza di adeguati collegamenti, a coordinare le sue operazioni con quelle del raggruppamento meridionale del generale Morgunov, sprecando il momento favorevole e disperdendo la forza d'urto delle sue forze.
Il 28 e il 29 giugno la battaglia nell'area di Dubno ebbe il suo momento decisivo: la Luftwaffe bombardò pesantemente tutti i concentramenti di carri sovietici, mentre la 16. Panzer-Division (schierata subito dietro la 11.Panzer-Division), guidata dall'energico generale Hans-Valentin Hube e da abili comandanti come il colonnello Rudolf Sickenius e il tenente colonnello Strachwitz, intervenne con grande abilità bloccando il gruppo mobile del generale Popel, isolandolo e accerchiandolo completamente. Anche gli altri reparti dell'8º Corpo meccanizzato (12ª Divisione corazzata e 7ª Divisione motorizzata) vennero duramente respinti dai panzer della 16. Panzer-Division che decimarono i mezzi corazzati sovietici del gruppo mobile del generale Morgunov; nel frattempo l'"Igel" della 11. Panzer-Division respinse tutti gli attacchi e mantenne saldamente le posizioni, mentre le forze sovietiche esaurivano sempre più il loro potenziale offensivo.

### Fallimento sovietico e ripresa dell'avanzata tedesca

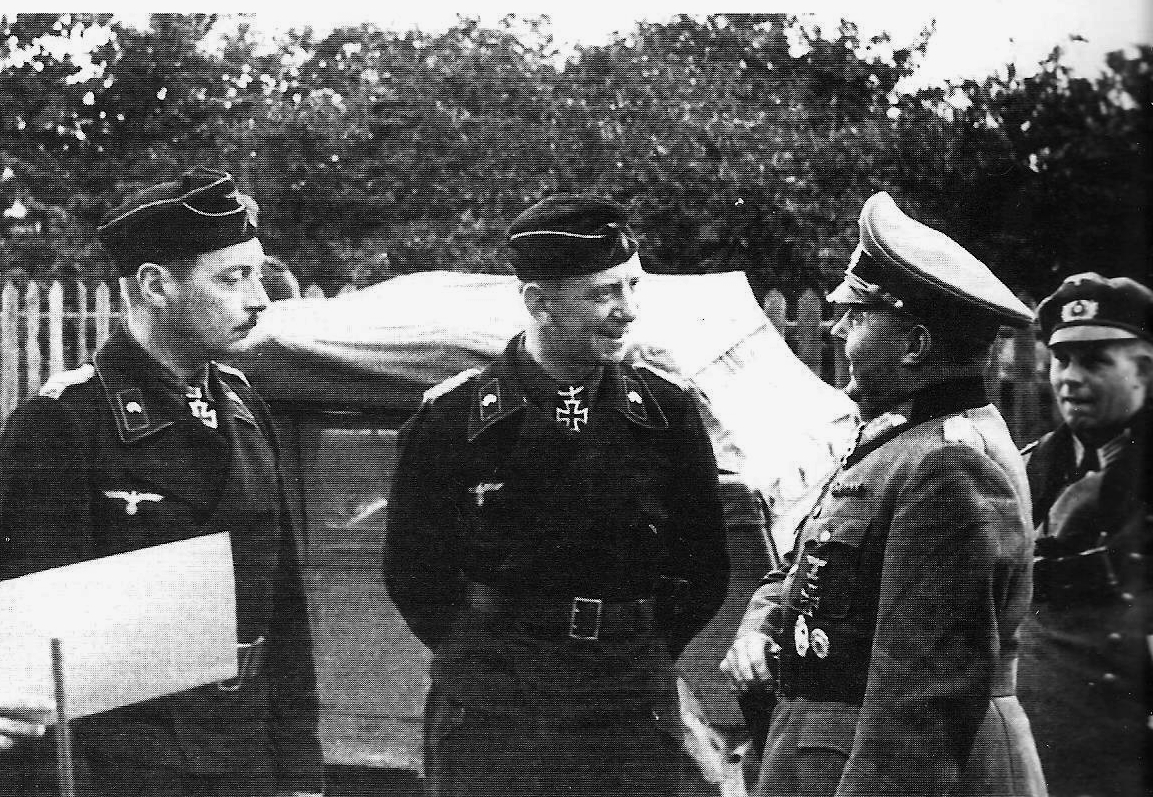
Il comandante della 16. Panzer-Division, il generale Hube, a destra, a colloquio dopo la battaglia di Brody-Dubno con due dei suoi ufficiali più preparati; al centro il colonnello Rudolf Sieckenius, a sinistra il maggiore Hyazinth Graf Strachwitz.

Nella notte del 29 giugno il generale Kirponos comprese che la sua controffensiva era ormai destinata al fallimento; tuttavia, non scoraggiato, decise di fare ancora un tentativo di contrastare soprattutto il 3º Panzerkorps, raggruppando sotto il comando del generale Potapov i resti del 9º, del 22º, del 19º Corpo meccanizzati e contando nell'arrivo del 24º Corpo meccanizzato del generale Čistjakov (altra formazione corazzata debole, equipaggiata solo con 220 carri leggeri) per attaccare sul fianco sinistro il Panzergruppe 1, di nuovo in avanzata da Rovno a Novograd-Volynskij. Nel frattempo la situazione si era deteriorata irreversibilmente a sud: il gruppo mobile del generale Popel, ormai accerchiato, si batté coraggiosamente per giorni isolato nell'area di Dubno e infine riuscì, dopo aver abbandonato tutti i carri armati rimasti e il materiale pesante, a sfuggire, a partire dal 2 luglio, verso sud-est, riuscendo a ricongiungersi, ridotto a poche migliaia di soldati a piedi, alle forze sovietiche solo nel mese di agosto.
Anche i resti del valoroso 8º Corpo meccanizzato e del 15º Corpo meccanizzato abbandonarono i tentativi offensivi, dopo aver subito nuove perdite contro la 16. Panzer-Division, ora rinforzata da reparti anticarro delle divisioni di fanteria in avvicinamento; un ultimo disastroso tentativo offensivo del commissario Vašugin provocò nuove perdite quando alcuni reparti finirono per errore in un terreno impraticabile e furono costretti ad abbandonare tutti i loro mezzi (lo stesso Vašugin di fronte alla catastrofe si suicidò). Ancora più a sud Leopoli era già stata abbandonata e i resti del 4º Corpo meccanizzato (poche decine di carri del 32ª Divisione corazzata) ripiegarono oltre Tarnopol. 

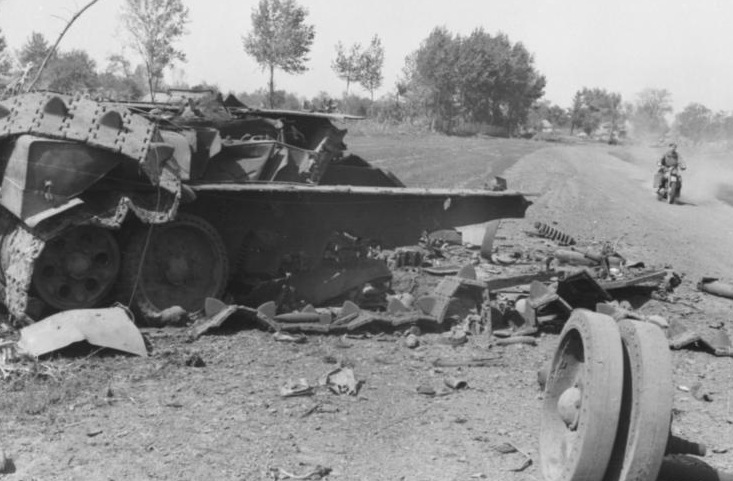
Resti di mezzi corazzati sovietici distrutti.

Nonostante i tentativi del generale Kirponos di migliorare l'efficienza dei suoi reparti mobili, anche i suoi ultimi sforzi per contrastare la marcia tedesca fallirono il 30 giugno, e, mentre anche i corpi meccanizzati del generale Potapov si ritiravano (dopo aver perso oltre l'80% dei loro mezzi) verso ovest, le Panzer-Division tedesche ripresero la loro avanzata in profondità, mentre il comando del Fronte Sud-Occidentale tentava di organizzare un nuovo schieramento difensivo sulle vecchie posizioni della Linea Stalin.
I carri armati del Panzergruppe 1, dopo aver respinto non senza notevoli difficoltà e qualche momento critico gli inaspettati contrattacchi dei mezzi corazzati sovietici, ripresero ad avanzare con in testa sempre la 11. Panzer-Division che marciò da Ostrog verso Šepetovka (difesa da un raggruppamento raccogliticcio comandato dal generale Lukin), mentre la 13. Panzer-Division raggiunse Novograd-Volynskij. Le divisioni corazzate tedesche puntavano ora verso gli importanti centri di Žitomir e Berdičev, mentre il generale Kirponos tentava di mantenere il possesso di queste importanti regioni pur disponendo ormai di forze mobili molto più ridotte
Durante la prima settimana di luglio le unità di testa tedesche sarebbero riuscite a raggiungere i loro obiettivi e, nonostante nuovi contrattacchi dei resti dei corpi meccanizzati sovietici, avrebbero occupato il 7 luglio Žitomir e Berdičev, aprendosi la strada sia per minacciare direttamente Kiev, sia per una pericolosa manovra aggirante in direzione sud-est che avrebbe dato luogo in agosto all'importante battaglia di Uman', che si sarebbe conclusa con un notevole accerchiamento di forze sovietiche.

## Bilancio e conseguenze
Gli aspri scontri tra carri tedeschi e sovietici nella regione di Luck e Dubno si conclusero quindi alla fine del mese di giugno con la chiara vittoria delle Panzer-Division e con l'inevitabile e disordinata ritirata dei resti delle teoricamente potenti formazioni meccanizzate lanciate imprudentemente nella battaglia dal comando dell'Armata Rossa. Le perdite di carri durante questi scontri furono altissime soprattutto tra le formazioni sovietiche; le Panzertruppen rivendicarono un gran numero di vittorie: il 3º Panzerkorps comunicò la distruzione di 267 carri nemici, la 11. Panzer-Division (sempre più avanti delle altre divisioni corazzate e spesso impegnata in audaci marce isolate) affermò di aver distrutto 150 mezzi corazzati, mentre la 16. Panzer-Division, impegnata nei giorni decisivi del 27 e 28 giugno a schiacciare le forze dell'8º Corpo meccanizzato avanzate su Dubno, rivendicò addirittura la distruzione di 293 carri armati sovietici.

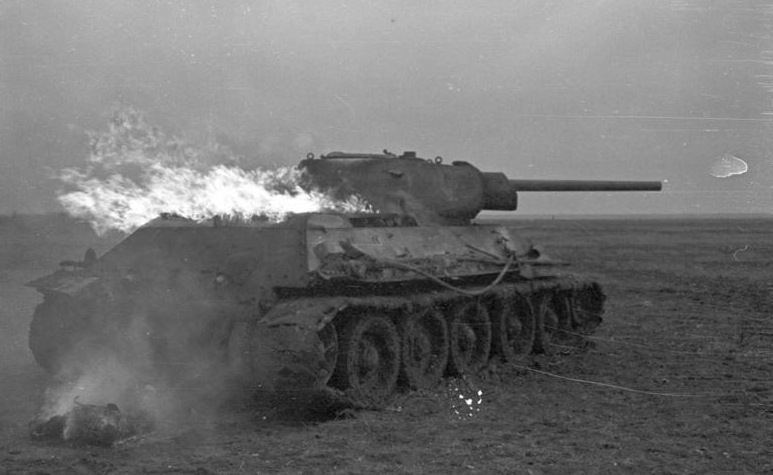
Uno carro armato sovietico T-34 incendiato sul campo di battaglia

Effettivamente le perdite nei corpi meccanizzati sovietici furono elevatissime, nella prima settimana di luglio i corpi avevano ormai perso oltre 80% dei loro mezzi e battevano in ritirata in profondità, le deboli formazioni a nord erano ridotte a pochi migliaia di uomini a piedi, mentre solo il 4º Corpo meccanizzato aveva ancora un cospicuo numero di carri armati ma stava ripiegando a sua volta ed era disorganizzato e a corto di rifornimenti.
In realtà oltre il 50% delle perdite complessive di mezzi corazzati sovietici (ammontanti in totale ad oltre 2600 carri armati) furono dovute a problemi logistici, carenze di rifornimenti, difficoltà e avarie tecniche; i corpi meccanizzati sovietici subirono pesanti perdite (specialmente tra i carri leggeri) negli scontri contro i panzer, più abili nella manovra, più addestrati e con una migliore disciplina del fuoco, ed a causa dei devastanti interventi della Luftwaffe, ma una notevole parte dei mezzi dovettero essere abbandonati sul campo di battaglia per mancanza di carburante o di ricambi, per avarie meccaniche o errori tattici.
Tuttavia il comando sovietico, a dispetto delle dure perdite, continuò i suoi tentativi di frenare l'avanzata tedesca verso Kiev e nella seconda settimana di luglio, i resti dei corpi meccanizzati furono ancora raggruppati e rinforzati da alcune riserve, contrattaccarono di nuovo mettendo nuovamente in difficoltà le punte corazzate tedesche. In realtà i tedeschi furono sorpresi dalla resistenza sovietica e dalla necessità di continui e duri scontri per proseguire l'avanzata; i comandi manifestarono ripetutamente apprezzamento per le capacità del comando nemico, per la combattività e il coraggio delle truppe e dei reparti corazzati nemici e per la potenza e la modernità delle macchine sovietiche. 

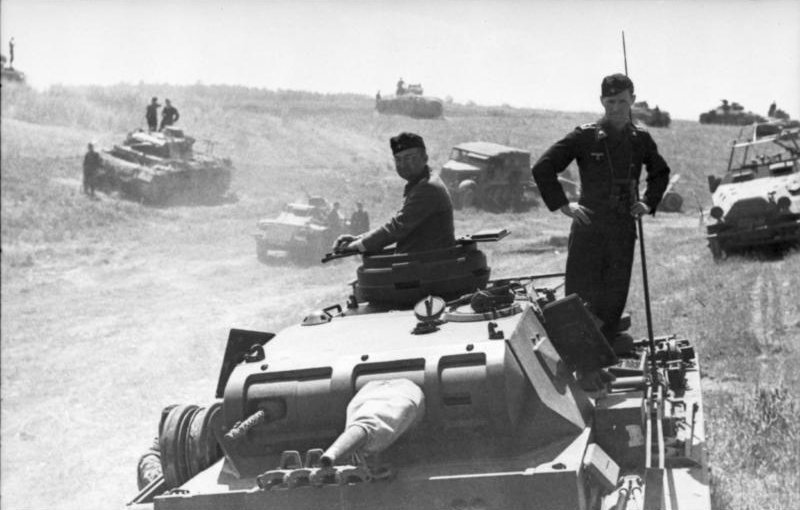
I molteplici mezzi meccanizzati di una Panzer-Division in movimento durante l'estate 1941.

Le perdite di mezzi corazzati tedeschi furono le più elevate della prima fase dell'operazione Barbarossa, anche se molto inferiori a quelle nemiche; inoltre i tedeschi, in possesso del campo di battaglia dopo la ritira sovietica, poterono recuperare e rimettere in efficienza un gran numero dei panzer danneggiati nelle battaglie a Brody e Dubno, e riprendere vigorosamente l'avanzata in Ucraina nonostante la continua ed ostinata resistenza. Dal punto di vista strategico le battaglie nell'area di Dubno rallentarono l'avanzata del Gruppo d'armate Sud e costarono duri sacrifici ai reparti della Wehrmacht, sorpresi dall'audacia dei reparti meccanizzati sovietici (in particolare dell'8º Corpo meccanizzato), ma in prospettiva esaurirono prematuramente le riserve dell'Armata Rossa, provocando infine un indebolimento catastrofico del Fronte Sud-Occidentale del generale Kirponos che avrebbe subito poi la totale distruzione a Uman' e Kiev.
Le battaglie di carri di Dubno furono tra le più grandi e violente della Seconda guerra mondiale, caratterizzate da fasi drammatiche e da momenti di difficoltà per entrambe le parti. Proprio durante questi scontri si misero in particolare evidenza alcuni celebri comandanti protagonisti di molte importanti battaglie della guerra; nella Wehrmacht, i generali Crüwell (futuro comandante dell'Afrikakorps sotto Rommel), Mackensen, Kempff e Hube (considerato dallo stesso Hitler uno dei suoi generali più energici); nell'Armata Rossa, oltre al celebre maresciallo Rokossovskij, il generale Vlasov (in seguito catturato e collaborazionista delle autorità tedesche), e i generali Katukov e Popel, tra i migliori comandanti di carri dell'Armata Rossa fino alla fine vittoriosa a Berlino.